# Zsigmondy László
Zsigmondy László (eredetileg: Zsivánovits László), (Mohol, 1901. február 4. – Aachen, 1992. február 3.) hivatásos katonatiszt, m. kir. vezérkari ezredes. A Magyar 2. hadsereghez tartozó 10. könnyű hadosztály vezérkari főnöke, majd 1943-ban az I/a hadműveleti osztály irányítója.
Édesapja Zsivánovits Pál, a Magyar Államvasutak alkalmazottja a moholi vasútállomás állomásfőnöke, édesanyja Bálint Teréz, akit 5 éves korában elvesztett.

## Élete
Iskoláját szülőfalujában, Moholon végezte, ezt követően 1912-től a marosvásárhelyi császári és királyi katonai alreáliskolában tanult. 1916-ban felvételt nyert a kismartoni a katonai főreáliskolába. Az I. világháború végén kialakuló zavaros iskolai időben először Nagykanizsára helyezték, végül Budapesten érettségizett. Beszélt németül és franciául, de jól megértette magát angolul és oroszul is. 1920-1924 között a Ludovika Akadémia hallgatója volt. Eskütétel után hadnaggyá avatták és 1929-ig Győrben, a 4. honvéd gyalogezredben teljesített szolgálatot. 1926-ban kinevezték főhadnagynak. 1929-1932 között ismét a tanulást választotta és a Hadiakadémia hallgatója volt, ezt követően vezérkari próbaszolgálatra osztották be. 1933-1934 között századosként állomáshelye  Miskolc, majd Budapest, feladatköre: kiképzési előadó. 1935-ben  véglegesítették a Honvéd vezérkar rendes állományába.
1944. január l-től vezérkari ezredesként szolgál. 1945. április 10-én szovjet hadifogságba került, ahonnan 1948-ban szabadul. Visszatérése után 9 hónapos igazolási eljárást követően a Honvédelmi Minisztérium hadtápfőnökségén kiképzőtiszt lett. Személyét folyamatos politikai támadás érte, melynek következtében 1950. május 11-én letartóztatták. 1950. augusztus 14-15-én a köznyelvben "Rajk-Pálffy-Szőnyi" vagy "Rajk-Sólyom-Kádár" nevezett persorozatban 15 év kényszermunkára ítélték. A váci börtönben raboskodott. Ismert rabtársai: Nagy Pál Jenő, Aczél György, Beck János, Steinhercz Simon, Marczali László, Balassa Gyula, Vértes László, Pogány Lajos, Fiala Ferenc. 1954. október 26-án elrendelték az ehhez a körhöz tartozó perek felülvizsgálatát, ennek következtében 1955. május 7-én szabadult.
1956. novemberében elhagyta az országot és Rouenben próbált letelepedni. 1957-ben Aachenben biztosítási fordítóként, majd ügyintézőként dolgozott. 1966-tól nyugdíjas.
1981-ben kiadta A magyar 2. hadsereg mint a nemzetszocialista Német Birodalom segélyhada című kiadványát, mely 1989-ben jelent meg pontosítva, szűkítve Magyarországon. Könyvének kiadása után több magyar visszaemlékezővel (pl. Lajtos Árpáddal) vitába keveredett, ugyanis az addig (1981-ig) kiadott leírásokat történelemhamisításnak minősítette. Kétségtelen tény, hogy tartózkodási helye következtében nem fért hozzá a hazai dokumentumokhoz, de az ezek ismeretében összeállított leírásokban, memoárokban szándékos csúsztatásokat, félremagyarázásokat vélt felfedezni.
Zsigmondy László hagyatékát örököse, dr. Vashegyi Endre a Fejér Megyei Levéltárban helyezte el.

## Kitüntetései
- A Magyar Érdemrend lovagkeresztje, hadiszalagon a kardokkal
- Kormányzói dicsérő elismerés Magyar Koronás Bronzérem keskeny piris-fehér szegélyezésű smaragdzöld szalagon (katonai)
- III. A. osztályú tiszti szolgálati jel
- Felvidéki Emlékérem
- Erdélyi Emlékérem

## Művei
- Zsigmondy László: A magyar 2. hadsereg mint a nemzetszocialista Nemet Birodalom segélyhada. München, 1981 magánkiadás (50 példány)
- Zsigmondy László: A 2. magyar hadsereg a Szovjetunió elleni háborúban 1942-1943; Fejér Megyei Levéltár, Székesfehérvár, 1995
- Zsigmondi László: A 2. magyar hadsereg vereségének előzményei és körülményei = Új Honvédségi Szemle. 47. 1993. 2. 13-20.